# 福島市立青木小学校
福島市立青木小学校（ふくしましりつ あおき しょうがっこう）は、福島県福島市にあった公立小学校である。

## 概要
福島市南東部の飯野地域北西部にあたる飯野町青木を学区とする。2020年5月1日現在、3学級26名の児童が在籍する。

## 沿革
- 1874年10月15日 - 学校創立。後に自治体合併を経て伊達郡飯野町立青木小学校となる。
- 2008年4月 - 飯野町が福島市に編入され、福島市立青木小学校となる。
- 2021年3月 - 児童数減少により、近隣の福島市立大久保小学校と共に福島市立飯野小学校に統合され閉校される。

## 教育方針
教育目標　

## 学校行事
| - 4月 - 5月 - 6月 | - 7月 - 8月 - 9月 | - 10月 - 11月 - 12月 | - 1月 - 2月 - 3月 |

## 通学区域
- 飯野地域
  - 飯野町青木[2]

## 進学先中学校
- 福島市立飯野中学校[3]

## 学区 / 校区内の主な施設
- 国道114号
- 福島県道40号飯野三春石川線
- 福島県道51号霊山松川線
- 福島市飯野UFOふれあい館

## 交通
- JR福島駅よりJRバス東北川俣高校前行乗車、小手神森下車、徒歩約20分。